# Luis Sáenz Peña

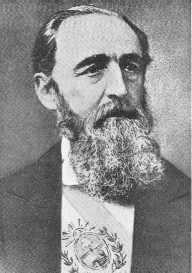
Luis Sáenz Peña (1893)

Luis Sáenz Peña Dávila (* 2. April 1822 in Buenos Aires; † 4. Dezember 1907 ebenda) war ein argentinischer Jurist und Politiker. Zwischen 1892 und 1895 war er Präsident Argentiniens.

## Leben
Der Sohn des Roque Julián Sáenz Peña (1792–1860) und der María Luisa Dávila (1780–1854) absolvierte ein Studium der Rechtswissenschaft an der Universität Buenos Aires und praktizierte im Anschluss als Rechtsanwalt.
Saenz Peña trat in die Partido Autonomista ein, die 1874 mit der Partido Nacional zur Partido Autonomista Nacional (PAN) fusionierte. Er war Abgeordneter, Senator und bekleidete vom 1. Mai 1875 bis zum 1. Mai 1878 das Amt als Erster Vizegouverneur der Provinz Buenos Aires. Vom 12. Oktober 1892 bis zu seinem vorzeitigen Rücktritt am 23. Januar 1895 war er Präsident von Argentinien.
Während seiner sechsjährigen Präsidentschaft wurde die Infrastruktur des Landes bedeutend erweitert. Das nationale Schienennetz wurde ausgebaut und alle Provinzhauptstädte, bis auf La Rioja, an die vorhandenen Gleisanlagen angebunden. Des Weiteren eröffneten die Häfen in Buenos Aires, Rosario und Gualeguaychú ihre Pforten. Durch seinen persönlichen Einsatz bei den Verhandlungen mit der Bank of England 1893 konnte ein Teil der Staatsschuld getilgt und die Finanzkrise des Landes beendet werden. In seine Amtszeit fiel auch die offizielle Eröffnung der Avenida de Mayo im Jahre 1894.
Luis Sáenz Peña war seit dem 18. November 1848 mit Cipriana Lahitte Bonavía (1829–1916), einer Tochter des Politikers Eduardo Lahitte, verheiratet. Das Ehepaar hatte sieben Kinder, darunter Roque Sáenz Peña, der von 1910 bis 1914 ebenfalls das Amt des Argentinischen Präsidenten innehatte. Die Beisetzung Sáenz Peñas erfolgte auf dem Friedhof La Recoleta.